# Erdwachteln
Erdwachteln (Coturnix) sind eine Vogelgattung aus der Familie der Fasanenartigen (Phasianidae), die zur Ordnung der Hühnervögel (Galliformes) gehört.
Die Gattung umfasst 7 Arten, von denen die Neuseeländische Schwarzbrustwachtel (Coturnix novaezelandiae) im 19. Jahrhundert ausgerottet wurde und die Kanaren-Wachtel (C. gomerae) eine subfossile Art darstellt.
Erdwachteln haben neben einer geringen Größe durchgängig eine runde Gestalt und einen sehr kurzen, von den langen Flügeln bedeckten Schwanz.
Die unbefiederten Läufe sind spornlos, die Schnäbel sind kurz und klein.

## Arten
- Erdwachteln (Coturnix)
  - Wachtel (C. coturnix)
  - Japanwachtel (C. japonica)
  - Schwarzbrustwachtel (C. pectoralis )
  - † Neuseeländische Schwarzbrustwachtel (C. novaezelandiae)
  - Regenwachtel (C. coromandelica)
  - Harlekinwachtel (C. delegorguei)
  - † Kanaren-Wachtel (C. gomerae)

Die zeitweilig auch zu den Erdwachteln gezählten Arten Adansonwachtel (früher als Afrikanische Zwergwachtel bezeichnet), Zwergwachtel und Ypsilonwachtel werden jetzt der Gattung Synoicus zugeordnet.

## Wachtel und Mensch
Wachteln sind als Ziervögel beliebt. Daneben gelten sowohl ihre Eier als auch ihr Fleisch als Delikatesse. Zu beiden Zwecken wurden und werden spezielle Rassen gezüchtet, z. B. aus der Japanwachtel. Wachteln sind beliebt als Heimtiere, da sie im Vergleich zu anderen Hühnervögeln sehr wenig Platz benötigen und leiser sind. Sie können zutraulich werden, wenn man sie artgerecht hält und genügend Zeit aufwendet. Während Wachteln in der Wildnis ein Alter von etwa zwei Jahren erreichen, können sie in der Gehegehaltung bei guter Pflege bis zu fünf Jahre alt werden.
Industriell hergestelltes Wachtelfutter enthält neben Mais als Hauptbestandteil noch zahlreiche andere Samen wie Kolbenhirse oder Mohn. Zusätzlich wird empfohlen, ihnen Grünzeug und Insekten als Futter zu geben.
In einigen Gegenden wurden früher Wachteln in besonders gestalteten Wachtelhäuschen gehalten.